# أكبا أتاديا
أكبا أتادیا (بالإنجليزية: Akba - atatdaia)‏ ومعناها "ذاك الذي صنع كل شيء”، وكذلك عرف بلقب "الفاعل الأول" عند هنود أمريكا الشمالية، وهو أساسي في ميثولوجيا خلق الغراب، ويعادل "الرجل العجوز" أو "العجوز کویوتي" أي الذي فوق.

## معرض صور

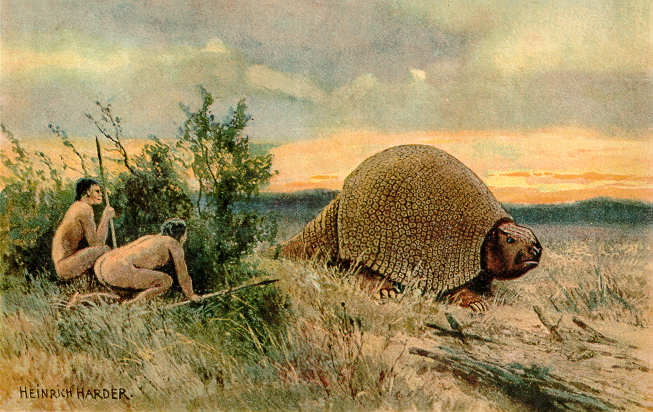
رسم توضيحي للسكان الأصليين وهم يصطادون غليبتودون.
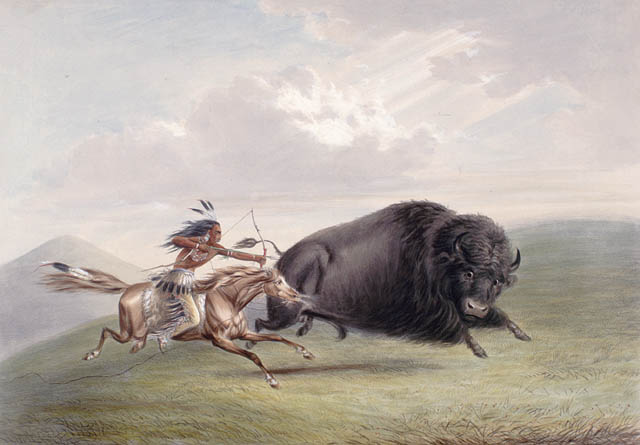
مطاردة البيسون يصورها جورج كاتلين.
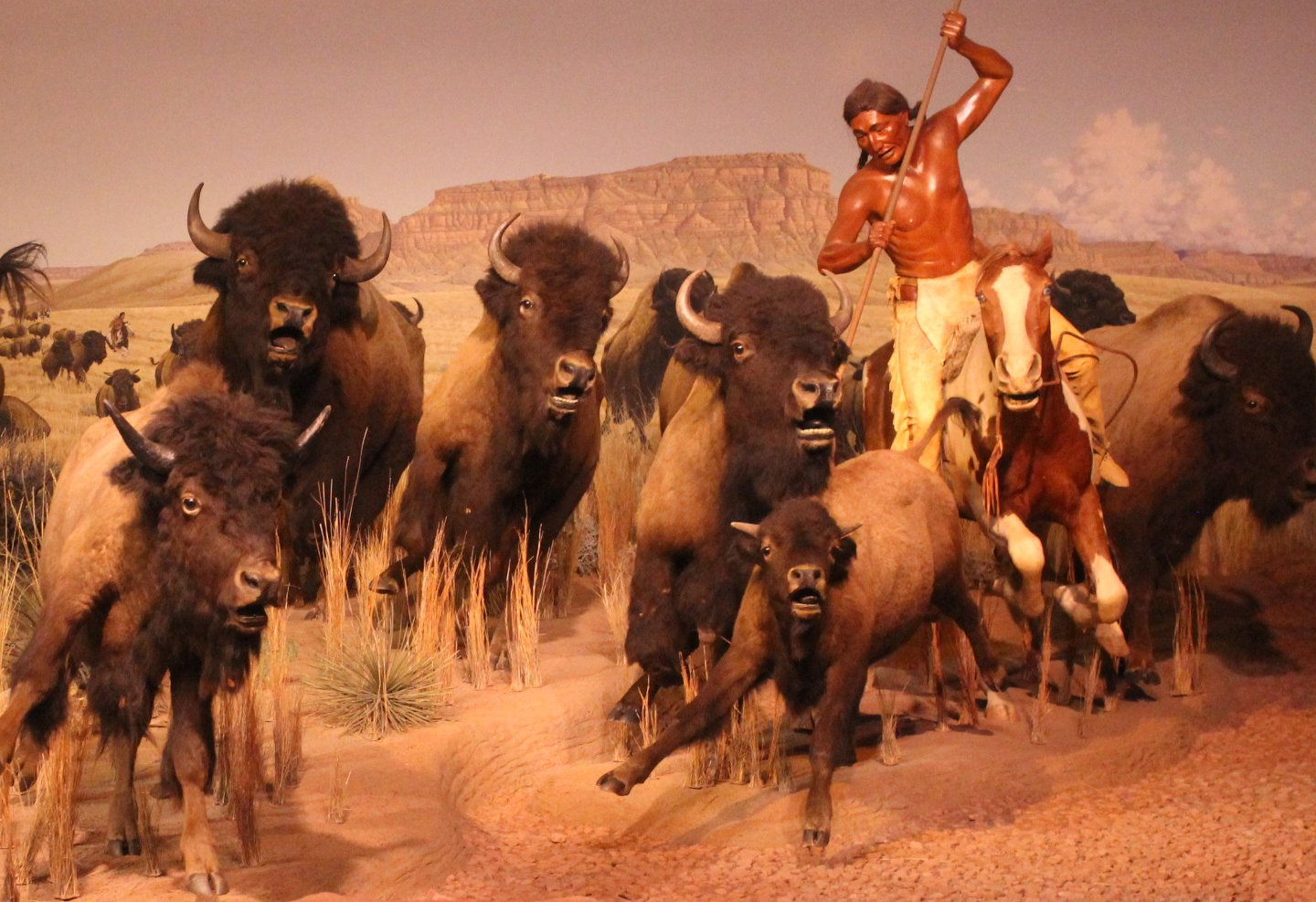
مطاردة حيوان البيسون من قبل أحد السكان الأصليين.
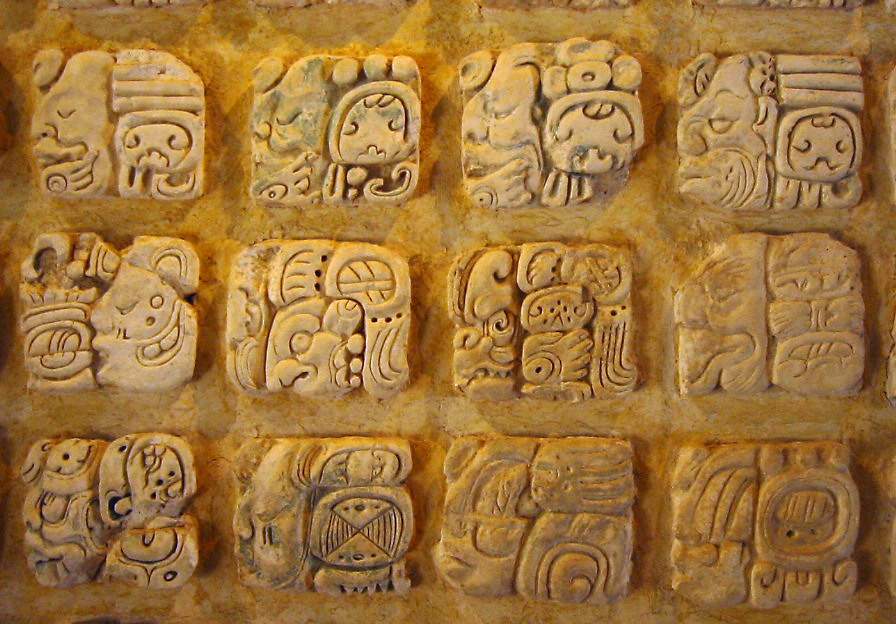
صورعلى الجص من المايا في متحف Sitio في بالينكو، المكسيك.
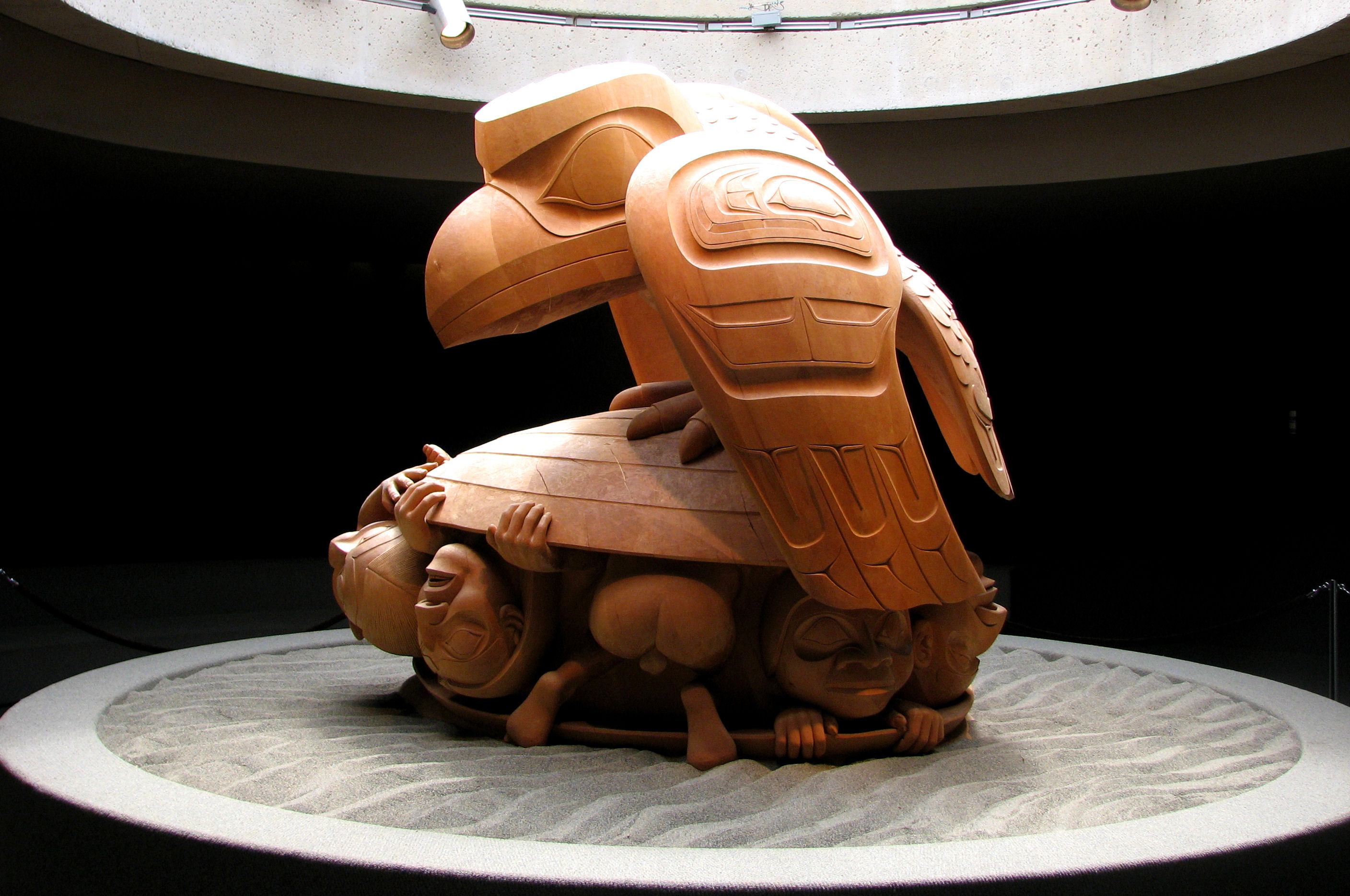
الغراب والرجل الأول. يمثل الغراب شخصية المحتال المشترك في العديد من الأساطير.